# Black/doom
El DSBM (también conocido como depressive suicidal black metal o Black/doom, aunque no sea exacto) es un subgénero del black metal que se caracteriza por la combinación de elementos pertenecientes al black y al doom metal, específicamente el Death/doom, tomando prestados fragmentos de cada estilo musical: por un lado, voces gruñidas, riffs con efecto de distorsión y el uso del punteo en tremolo, pero a un tempo más lento que el del black metal más crudo, y teniendo presente el nivel de progresión en notas y acordes que son la esencia del doom metal.
Este género del metal, y del black metal en particular, ha sido de gran controversia para los medios de comunicación desde sus orígenes, debido a su narrativa apologética del suicidio y la relación de sus intérpretes con la depresión. Se le ha sometido a censura en procesos jurídicos, políticos, entre otros; a pesar de las circunstancias, a día de hoy el depressive suicidal black metal sigue atrayendo a muchos fanáticos y artistas.

## Características
El  DSBM es una fusión básica de la melodía más representativa de la escena de black metal de Escandinavia y Europa Central de finales de los 80 y 90 con el doom metal de principios de los 90. Su sonido se diferencia del death/doom porque generalmente usa tonos estándar en las guitarras, creando sonidos mucho más afilados en comparación con los tonos bajos del death/doom que producen atmósferas graves; utiliza distorsiones en el riffeo para crear tonos más finos, eliminando en ocasiones los tonos bajos (lo contrario a lo que sucede en el death metal) y punteos alternados (de nota a nota) o trémolos, a diferencia del death metal donde las notas son continuas y se mantienen durante el acorde; además, la escalada de acordes para evitar la disonancia no se respeta, yendo, por ejemplo de un acorde E menor a un acorde C menor, creando así sonidos de extrema disonancia. 
Otra características de este género es el uso de voces "rasposas" y "chillonas" en comparación con las voces guturales y graves del death metal, creando atmósferas de tortura y desgarramiento. Sin embargo, toma del doom metal la pesadez y lentitud extrema del subgénero, contraponiéndola al sonido del black metal. De esta situación, en la cual prevalece la esencia del black metal sobre el riffeo básico del doom metal, hace que en ocasiones se refieran a este subgénero como suicidal o depressive black metal.

## Historia

### Orígenes
La primera banda que traslada la esencia del black metal al ritmo lento y pesado del doom metal es, sin lugar a dudas, Katatonia. Su primer larga duración, Dance of December Souls de 1993, contiene canciones como Gateways of Bereavement y Tomb of Insomnia en las que se define por completo la esencia del black/doom, son canciones de duración y tempos largos respetando las pautas del black metal. El sonido remite irremediablemente al black metal pero con una lentitud extrema y canciones depresivas. Si bien pronto Katatonia abandonaría su estilo black doom para incursionar más hacia el metal gótico y metal progresivo, otras bandas no tardarían en continuar en la vena del black doom. 
Bethlehem es quizá la banda más representativa de la escena black doom. Originaria de Alemania, lanzarían en 1994 el disco Dark metal,con ritmos lentos, pero no se observa una completa fusión sino hasta su segundo disco, Dictius Te Necare, que consigue recrear un black metal ultralento, alejado de la escena death/doom. A estos dos discos le seguirían Sardonischer Untergang im Zeichen irreligiöser Darbietung abreviado como "S.U.i.Z.i.D" y  Reflektionen aufs Sterben.
La banda Silencer fue otra gran influencia del género black doom, que creó controversia con la historia de su único álbum y con su cantante principal, Nattramn, de quien se fomentó el mito de que se cortaba las manos para lograr una agonía más grande en sus canciones.

### Consolidación
La sueca Tristitia, lanzaba en 1995 su álbum debut One With Darkness influenciado por la escena death/doom de principios de los 90's y el black metal. Otra banda originaria de los Países Bajos, Deinoychus, iniciaba su carrera en 1992 como una banda de black metal tradicional, lanzando en 1994 su disco The Silence Of December donde, de manera poco perceptible, se comenzaba a notar la influencia doom metal; poco a poco la banda comenzaría a perfilarse como una clásica banda de black/doom. En 1998 participan con los alemanes Bethlehem en su clásico S.U.i.Z.i.D. Posteriormente Deinonychus lanzaría discos como Mournument o Insomnia.
Otra banda influyente que consolidó la escena DSBM es Barathrum (En la cual el guitarrista fue visto usando simbología nazi en el escenario). Esa banda sé originó en Finlandia en 1990, pero apenas lanzó dos álbumes en 1995: Hailstorm y Eerie. La banda se destacó por sus vocales típicos de black metal, con toques de melancolía. Los tonos de sus guitarras eran muy bajos y con mucha distorsión, como en el doom metal, pero poseían el sonido crudo del black metal. Su tercer álbum, Infernal, propiciaba un ambiente característico del doom atmosférico.

### Actualidad
El DSBM es un género que se presta al cambio continuo, tomando influencias desde el metal gótico hasta el metal industrial. Aunque es poco popular y la mayor parte de las veces a las bandas que tocan este black metal ultralento se les prefiere considerar como "suicidal black metal". Podemos encontrar algunas bandas representativas del subgénero, tal es el caso de Forgotten Tomb de Italia que toca muy al estilo de los primeros trabajos de Katatonia, Ocean of Sorrow que incorpora algunos elementos del metal gótico, Gardens of Gehenna de Alemania donde se mezclan sonidos propios del death/doom con un black doom al estilo de Bethlehem, o por ejemplo Rotten Light en España, proyecto musical de culto del death/doom más underground con un sonido muy crudo y afilado, similar al de Xasthur.